# Мечеть Аксункура
Мечеть Аксункура — мечеть, расположенная в Каире, Египет.

## История
Мечеть Аксункура расположена в сердце исламского Каира. Эмир Шамас ад Дин был зятем Ан-Насир Мухаммада, а также ловчим при его дворе. Мечеть была построена в 1347 году мамлюками на улице Баб аль Вазир и стала усыпальницей самого Шамас ад Дина, а также одного из сыновей султана Мухаммада. Мечеть получила своё название благодаря голубым изразцам с цветочными узорами искусно украшающими её стены. Интересен исторический факт — изразцы были привезены из Дамаска только почти через триста лет после строительства мечети в эпоху правления Османской империи.
В январе 2008 началась её обширная реконструкции.